# 미야케 가이토
미야케 가이토(일본어: 三宅 海斗, 1997년 8월 27일~)는 일본의 축구 선수이다.

## 구단 경력
그는 2019년 J2리그의 도치기 SC에 입단했다. 2020년 J3리그의 가고시마 유나이티드 FC로 이적했다. 2021년까지 26경기에 출전하여, 3득점을 넣었다. 2022년 일본 풋볼 리그의 스즈카 포인트 게터스(아틀레티코 스즈카)로 이적했다.